# أمبواز
 أمبواز  (بالفرنسية: Amboise
نطق فرنسي: [ɑ̃bwaz]  ( أنصت)
)‏ هي بلدية فرنسية في إقليم أندر ولوار، في وسط فرنسا. انها تقع على ضفاف نهر اللوار، 27 كيلومترا (17 ميل) شرق تور. كانت في السابق مقرًا للديوان الملكي الفرنسي. تقع مدينة امبواز أيضًا على بعد حوالي 18 كم (11 ميل) فقط من قصر شينونسو التاريخي، الذي يقع على نهر الشير بالقرب من قرية شينونسو الصغيرة.

## توأمة
لامبواز اتفاقيات توأمة مع:
- بوبارد (25 مايو 1986 -)

## أعلام
- بيير جهان
- شارلوت من سافوي
- ميشيل بيبار
- شارل الثامن ملك فرنسا
- شارل دوق أورليانز
- ميشال دوبريه